# Чантико

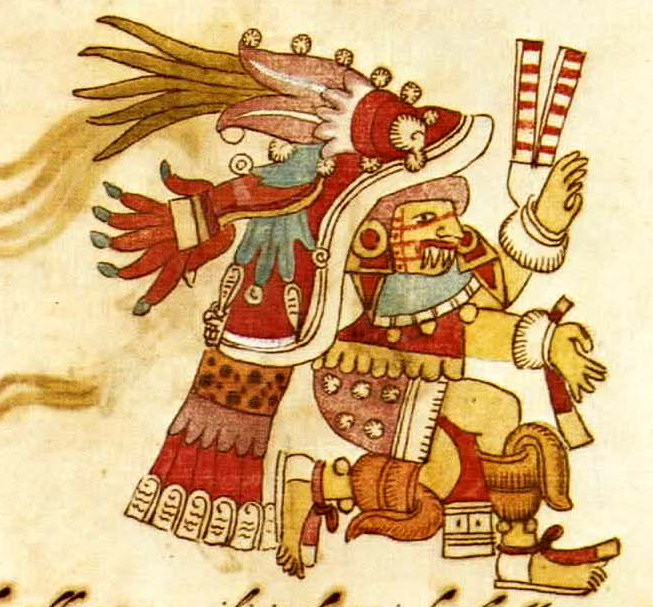
Чантико в Кодексе Риос

Чантико (исп. Chantico, Chantico-Cuauhxólotl) — «Та, кто живёт в доме»; в мифологии ацтеков богиня огня домашнего очага и огня вулканов. Отвечала также за созревание кукурузных початков. Супруга бога огня Шиутекутли.
Когда она нарушила запрет на употребление в пищу перца чили во время поста и съела жареную рыбу с паприкой, Тонакатекутли превратил её в собаку.
Изображалась с чёрно-красным лицом; её символами были колючки кактуса и красная змея. Её праздник проходил на вершине священного холма Тепеяк 23 марта (1 день месяца Xochitl)

## Первоисточники
- Пресвитер Хуан; Антонио Перес; фрай Педро де лос Риос (глоссы). Мексиканская рукопись 385 «Кодекс Теллериано-Ременсис» (с дополнениями из Кодекса Риос) / Ред. и пер. С. А. Куприенко, В. Н. Талах. — Киев: Видавець Купрієнко С.А., 2013. — 317 с. — ISBN 978-617-7085-06-4.